# Bologna Football Club 1909 2015-2016
Questa voce raccoglie le informazioni riguardanti il Bologna Football Club 1909 nelle competizioni ufficiali della stagione 2015-2016.

## Stagione

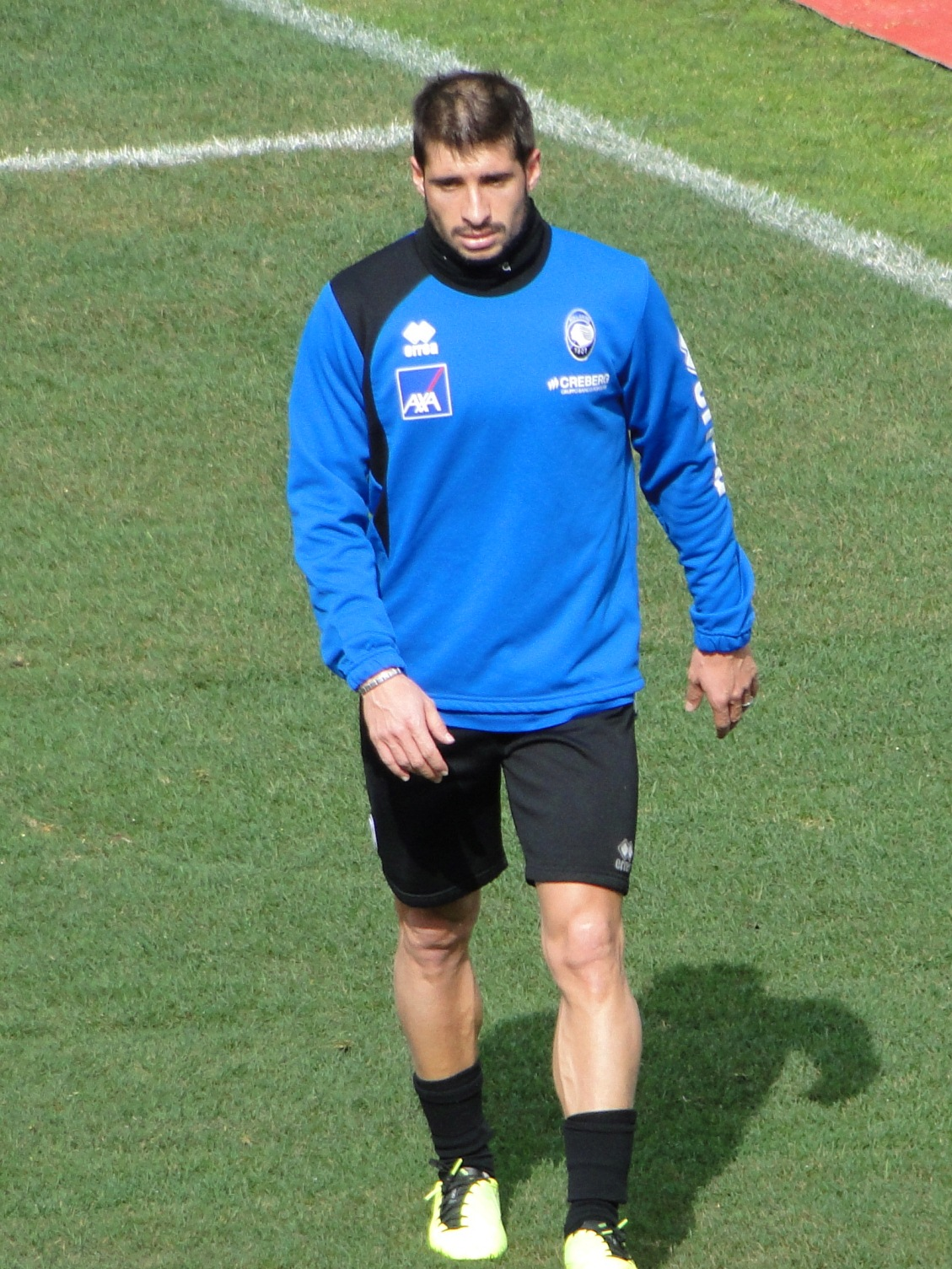
Franco Brienza: a segno contro l'Inter il 12 marzo 2016, diviene il più longevo marcatore del Bologna in Campionato (36 anni e 359 giorni).

Dopo l'immediata eliminazione in Coppa Italia, i felsinei perdono le prime 2 gare di campionato. A fine ottobre, le sconfitte sono addirittura 8: il crollo con l'Inter porta, inoltre, alla sostituzione di Rossi con Donadoni (alla guida del Parma nell'ultima stagione) L'avvicendamento tecnico porta subito buoni risultati, con 7 vittorie negli 11 incontri seguenti. Nella gara di ritorno con i nerazzurri, persa 2-1, il centrocampista Brienza segna un gol che lo rende il calciatore più anziano a essere andato in rete per la squadra. La formazione emiliana raggiunge in anticipo la salvezza, totalizzando 42 punti in classifica.

## Divise e sponsor
Per il quindicesimo anno consecutivo lo sponsor tecnico per la stagione 2015-2016 è Macron. Il main sponsor è FAAC.
Oltre alle classiche righe rossoblù, la novità più rilevante è il colletto a polo bianco in maglieria, rifinito da un bordino rosso e blu e chiuso da tre bottoni. Un altro elemento è il tricolore che cinge le maniche, una rossa e una blu. All'interno del collo vi è presente la famosa scritta "Lo squadrone che tremare il mondo fa", coniata dopo il ciclo di grandi successi del club degli anni Trenta e primi Quaranta. Da notare anche gli spacchi laterali bianchi con un tassello rossoblù, oltre al ricamo Bologna Fc 1909 dietro il collo. I pantaloncini sono bianchi con una riga rossa a destra e una blu a sinistra, al termine delle quali tornano i medesimi spacchi laterali della maglia. Blu i calzettoni con due righe rosse che delimitano il logo Macron e l'acronimo BFC, mentre sul risvolto compaiono finiture bianche e rosse.
Per le trasferte Macron ha optato per la maglia bianca con il colletto a polo, le maniche e gli spacchetti laterali ornati da sottili inserti rossoblù. All'interno del collo e sul retro permangono la frase "Lo squadrone che tremare il mondo fa" e il ricamo con il nome del club e l'anno di fondazione. I pantaloncini sono blu con una riga rossa che scorre sui lati e il bordo della cintura in bianco. All'occorrenza sono utilizzati i calzoncini bianchi del completo casalingo per un effetto total white. Una riga verticale rossa e blu decora i calzettoni bianchi, anche questi con l'acronimo BFC ricamato sul retro.
La terza maglia, votata dagli abbonati nel corso della passata stagione, è di colore nero. Ha fatto il suo debutto nella partita in trasferta contro il Carpi.
| Casa | Casa (7 maggio 2016) | Trasferta | Terza divisa |

Le maglie da portiere sono grigia, rossa e gialla. Tuttavia durante la stagione verrà utilizzata molto frequentemente la variante nera, identica alla terza maglia.
| 1ª portiere | 1ª portiere (alternativa) | 2ª portiere | 3ª portiere | 4ª portiere |

## Organigramma societario
- Chairman: Joey Saputo
- Presidente onorario: Giuseppe Gazzoni Frascara
- Amministratore delegato: Claudio Fenucci
- Consigliere: Piergiorgio Bottai, Luca Bergamini, Claudio Fenucci, Stuart Goldfarb, Luigi Marchesini, Gianluca Piredda, Andrew Nestor, Joe Marsilii, Anthony Rizza, Manuel Gulmanelli
- Direttore amministrazione finanza e controllo: Alessandro Gabrieli

Area organizzativa
- Segretario generale: Luca Befani
- Segretario sportivo: Daniel Maurizi
- Responsabile attività operative: Mirco Sandoni
- Team manager: Roberto Tassi

Area comunicazione
- Responsabile: Carlo Caliceti
- Ufficio stampa: Claudio Cioffi, Federico Frassinella

Area marketing
- Responsabile area comunicazione: Christoph Winterling
- Area marketing: Andrea Battacchi, Federica Furlan, Simona Verdecchia Tovoli, Chiara Targa, Mirco Sandoni

Area tecnica
- Direttore sportivo: Pantaleo Corvino
- Allenatore: Delio Rossi, da novembre Roberto Donadoni
- Allenatore in seconda: Fedele Limone da novembre Luca Gotti
- Collaboratore tecnico: Renato Olive, Mario Bortolazzi,
- Preparatore/i atletico/i: Giovanni Andreini, Francesco Chinnici, Stefano Pasquali
- Preparatore dei portieri: Luca Bucci

Area sanitaria
- Responsabile: Gianni Nanni
- Medici sociali: Luca Bini, Giovanbattista Sisca,
- Fisioterapisti: Luca Ghelli, Luca Govoni, Carmelo Sposato

## Rosa
Aggiornate direttamente dal sito internet ufficiale della società.
| N. |                      | Ruolo | Calciatore                  |
| -- | -------------------- | ----- | --------------------------- |
| 1  | Brasile (bandiera)   | P     | Angelo da Costa             |
| 2  | Grecia (bandiera)    | D     | Marios Oikonomou            |
| 3  | Italia (bandiera)    | D     | Archimede Morleo (capitano) |
| 4  | Svezia (bandiera)    | D     | Emil Krafth                 |
| 5  | Cile (bandiera)      | C     | Erick Pulgar                |
| 6  | Italia (bandiera)    | C     | Lorenzo Crisetig            |
| 7  | Italia (bandiera)    | A     | Filippo Falco               |
| 8  | Algeria (bandiera)   | C     | Saphir Taïder               |
| 10 | Italia (bandiera)    | A     | Mattia Destro               |
| 11 | Italia (bandiera)    | A     | Matteo Mancosu              |
| 11 | Colombia (bandiera)  | D     | Juan Camilo Zúñiga          |
| 13 | Italia (bandiera)    | D     | Luca Rossettini             |
| 14 | Argentina (bandiera) | C     | Franco Zuculini             |
| 15 | Senegal (bandiera)   | D     | Ibrahima Mbaye              |
| 16 | Slovenia (bandiera)  | C     | Marko Krivičić              |
| 17 | Italia (bandiera)    | C     | Emanuele Giaccherini        |
| 18 | Italia (bandiera)    | A     | Robert Acquafresca          |
| 19 | Guinea (bandiera)    | D     | Kévin Constant              |

| N. |                               | Ruolo | Calciatore                          |
| -- | ----------------------------- | ----- | ----------------------------------- |
| 20 | Italia (bandiera)             | D     | Domenico Maietta                    |
| 21 | Guinea (bandiera)             | C     | Amadou Diawara                      |
| 22 | Italia (bandiera)             | C     | Luca Rizzo                          |
| 23 | Italia (bandiera)             | C     | Franco Brienza                      |
| 24 | Italia (bandiera)             | D     | Alex Ferrari                        |
| 25 | Italia (bandiera)             | D     | Adam Masina                         |
| 26 | Francia (bandiera)            | A     | Anthony Mounier                     |
| 28 | Italia (bandiera)             | D     | Daniele Gastaldello (vice capitano) |
| 30 | Ghana (bandiera)              | C     | Godfred Donsah                      |
| 32 | Macedonia del Nord (bandiera) | P     | Dejan Stojanović                    |
| 33 | Italia (bandiera)             | C     | Matteo Brighi                       |
| 77 | Italia (bandiera)             | D     | Luca Ceccarelli                     |
| 83 | Italia (bandiera)             | P     | Antonio Mirante                     |
| 90 | Italia (bandiera)             | C     | Marco Crimi                         |
| 97 | Senegal (bandiera)            | P     | Mouhamadou Sarr                     |
| 98 | Italia (bandiera)             | A     | Aaron Tabacchi                      |
| 99 | Italia (bandiera)             | A     | Sergio Floccari                     |

## Calciomercato
Con l'arrivo di Pantaleo Corvino, il Bologna in estate è una delle squadre più interessanti della Serie A soprattutto per la moltitudine di giovani che vengono acquistati. Oltre al riscatto obbligatorio di Mbaye, negli ultimi giorni di giugno vengono ufficializzati gli acquisti di Luca Rizzo dalla Sampdoria, Luca Rossettini dal neoretrocesso Cagliari e Amadou Diawara che a soli 18 anni fa un salto dalla Lega Pro alla A. Viene poi perfezionato l'acquisto dello svincolato Mirante e vengono acquistati oltre ai veterani Brighi e Brienza anche i due giovani Lorenzo Crisetig e Erick Pulgar. Ma il vero colpo di mercato arriva a metà agosto, che dopo una lunga trattativa arriva l'ex Roma e Milan Mattia Destro. Nello stesso giorno arriva dal Latina Marco Crimi; nell'affare Daniele Paponi passa a titolo definitivo ai neroazzurri. Vengono acquistati anche i due giovani Balint Vecsei e il nazionale Emil Krafth, ma il primo passa in prestito al Lecce e l'attaccante Filippo Falco arriva a Bologna. Negli ultimi giorni di mercato vengono acquistati il giovanissimo Godfred Donsah e il francese Anthony Mounier, oltre al ritorno a Bologna di Saphir Taider e in Italia di Emanuele Giaccherini.
Anche sul fronte delle cessioni il Bologna è molto attivo, cercando di vendere giocatori vecchi e ormai a fine carriera: oltre ai vari giocatori che terminano il prestito, si svincolano giocatori come Matuzalem, Federico Casarini e Ferdinando Coppola, oltre a Diego Perez che si ritira a fine stagione. Rolando Bianchi e Daniele Cacia vengono venduti, quest'ultimo all'Ascoli a mercato già concluso, mentre Garics dopo cinque anni si accasa in Germania.

### Sessione estiva
| Acquisti         | Acquisti             | Acquisti             | Acquisti                            |
| R.               | Nome                 | da                   | Modalità                            |
| ---------------- | -------------------- | -------------------- | ----------------------------------- |
| P                | Antonio Mirante      |                      | svincolato                          |
| D                | Ibrahima Mbaye       | Inter                | riscatto cartellino (3,5 milioni €) |
| D                | Luca Rossettini      | Cagliari             | definitivo (2,5 milioni €)          |
| D                | Emil Krafth          | Helsingborg          | definitivo (500.000 €)              |
| C                | Erick Pulgar         | Universidad Católica | definitivo (2,28 milioni €)         |
| C                | Lorenzo Crisetig     | Inter                | prestito (1,8 milioni €)            |
| C                | Luca Rizzo           | Sampdoria            | prestito con obbligo di riscatto    |
| C                | Marko Krivičić       | Koper                | prestito con diritto di riscatto    |
| C                | Matteo Brighi        |                      | svincolato                          |
| C                | Franco Brienza       |                      | svincolato                          |
| C                | Amadou Diawara       | San Marino           | definitivo                          |
| C                | Marti Riverola       | Altach               | fine prestito                       |
| C                | Emanuele Giaccherini | Sunderland           | prestito                            |
| C                | Damian Djokovic      | Livorno              | fine prestito                       |
| C                | Godfred Donsah       | Cagliari             | prestito con obbligo di riscatto    |
| C                | Marco Crimi          | Latina               | definitivo (1 milione €)            |
| A                | Rolando Bianchi      | Atalanta             | fine prestito                       |
| A                | Daniele Paponi       | Ancona               | fine prestito                       |
| A                | Filippo Falco        | Lecce                | prestito con obbligo di riscatto    |
| A                | Mattia Destro        | Roma                 | definitivo (8,5 milioni €)          |
| A                | Anthony Mounier      | Montpellier          | definitivo (1,5 milioni €)          |
| Altre operazioni |                      |                      |                                     |
| R.               | Nome                 | da                   | Modalità                            |
| P                | Dejan Stojanovic     | Crotone              | fine prestito                       |
| P                | Filippo Lombardi     | Santarcangelo        | fine prestito                       |
| P                | Matteo Malagoli      | Mantova              | fine prestito                       |
| D                | Filippo Lorenzini    | Sestri Levante       | fine prestito                       |
| D                | Cesare Rickler       | Prato                | fine prestito                       |
| D                | Ruben Palomeque      | Cremonese            | fine prestito                       |
| C                | Nico Pulzetti        | Cesena               | fine prestito                       |
| C                | Gianmarco Gerevini   | Ischia Isolaverde    | fine prestito                       |
| C                | Nicola Pescatore     | Sestri Levante       | fine prestito                       |
| C                | Andrea Pisanu        | Sliema Wanderers     | fine prestito                       |
| C                | Bálint Vécsei        | Honvéd               | definitivo                          |
| C                | Francesco Bergamini  | Paganese             | fine prestito                       |
| C                | Alberto Malo         | Mezzolara            | fine prestito                       |
| A                | Luca Veratti         | SPAL                 | fine prestito                       |
| A                | Abdallah Yaisien     | Arezzo               | fine prestito                       |
| A                | Riccardo Benatti     | Pordenone            | fine prestito                       |

| Cessioni         | Cessioni            | Cessioni           | Cessioni                             |
| R.               | Nome                | a                  | Modalità                             |
| ---------------- | ------------------- | ------------------ | ------------------------------------ |
| P                | Ferdinando Coppola  |                    | svincolato                           |
| D                | Mathías Abero       | Nacional           | definitivo                           |
| D                | György Garics       | Darmstadt          | definitivo                           |
| C                | Michele Pazienza    |                    | svincolato                           |
| C                | Diego Pérez         |                    | fine carriera                        |
| C                | Nenad Krstičić      | Sampdoria          | fine prestito                        |
| C                | Federico Casarini   |                    | svincolato                           |
| C                | Matuzalém           |                    | svincolato                           |
| C                | Gennaro Troianiello | Palermo            | fine prestito                        |
| C                | Daniel Bessa        | Inter              | fine prestito                        |
| C                | Karim Laribi        | Sassuolo           | fine prestito                        |
| C                | Marcel Büchel       | Juventus           | fine prestito                        |
| C                | Martí Riverola      | Foggia             | definitivo                           |
| A                | Riccardo Improta    | Genoa              | fine prestito                        |
| A                | Rolando Bianchi     |                    | svincolato                           |
| A                | Gianluca Sansone    | Sampdoria          | fine prestito                        |
| A                | Daniele Paponi      | Latina             | definitivo (300.000 €)               |
| A                | Daniele Cacia       | Ascoli             | definitivo                           |
| Altre operazioni |                     |                    |                                      |
| R.               | Nome                | a                  | Modalità                             |
| P                | Matteo Malagoli     | Santarcangelo      |                                      |
| D                | Marco Salomone      | Spezia             | prestito                             |
| D                | Lorenzo Paramatti   | Siena              | prestito                             |
| D                | Marco Maini         | Lucchese           | prestito                             |
| D                | Luca Camorani       | Virtus Francavilla | prestito                             |
| D                | Filippo Lorenzini   | Lucchese           | definitivo                           |
| D                | José Ángel Crespo   | Córdoba            | definitivo (500.000 €)               |
| C                | Leonardo Guerra     | Sambenedettese     | prestito                             |
| C                | Francesco Bergamini | Arezzo             | prestito                             |
| C                | Nicolò Scalini      | Torres             | prestito                             |
| C                | Bálint Vécsei       | Lecce              | prestito con opzione per il riscatto |
| C                | Uros Radakovic      | Sigma Olomouc      | prestito con opzione per il riscatto |
| A                | Luca Veratti        |                    | svincolato                           |
| A                | Abdallah Yaisien    |                    | svincolato                           |

### Sessione invernale(dal 4/1 al 1/2)
| Acquisti         | Acquisti            | Acquisti           | Acquisti               |
| R.               | Nome                | da                 | Modalità               |
| ---------------- | ------------------- | ------------------ | ---------------------- |
| D                | Kévin Constant      |                    | svincolato             |
| D                | Juan Camilo Zúñiga  | Napoli             | prestito               |
| A                | Sergio Floccari     | Sassuolo           | definitivo (500.000 €) |
| A                | Filippo Falco       | Lecce              | esercitato il riscatto |
| Altre operazioni |                     |                    |                        |
| R.               | Nome                | da                 | Modalità               |
| P                | Davide Colonna      | San Marino         | prestito               |
| D                | Luca Camorani       | Virtus Francavilla | fine prestito          |
| D                | Ruben Palomeque     | Paganese           | fine prestito          |
| D                | Fabrizio Brignani   | Cremonese          | prestito               |
| D                | Francesco Bergamini | Arezzo             | fine prestito          |
| A                | Simone Benincasa    | San Marino         | prestito               |
| A                | Antonio Calabrese   | Arezzo             | fine prestito          |

| Cessioni         | Cessioni            | Cessioni           | Cessioni                                                       |
| R.               | Nome                | a                  | Modalità                                                       |
| ---------------- | ------------------- | ------------------ | -------------------------------------------------------------- |
| D                | Luca Ceccarelli     | Salernitana        | prestito                                                       |
| C                | Marco Crimi         | Carpi              | prestito con diritto di riscatto                               |
| C                | Nico Pulzetti       | Spezia             | definitivo                                                     |
| A                | Matteo Mancosu      | Carpi              | prestito con obbligo di riscatto in caso di salvezza del Carpi |
| A                | Filippo Falco       | Cesena             | prestito                                                       |
| Altre operazioni |                     |                    |                                                                |
| R.               | Nome                | a                  | Modalità                                                       |
| D                | Luca Camorani       | Otranto            | prestito                                                       |
| D                | Ruben Palomeque     | Lucchese           | prestito                                                       |
| D                | Federico Testoni    | Piacenza           | prestito                                                       |
| D                | Matteo Volteggi     | Cagliari           | gratuito                                                       |
| C                | Francesco Bergamini | Virtus Lanciano    | prestito                                                       |
| C                | Nicolò Scalini      | Imolese            | gratuito                                                       |
| A                | Riccardo Benatti    | Virtus Francavilla | gratuito                                                       |
| A                | Simone Rossetti     | Castiadas          | prestito                                                       |

## Risultati

### Serie A

#### Girone di andata
| Arbitro: | Rocchi (Firenze) |

|                       |           |             |
| Biglia 17’ Kishna 23’ | Marcatori | 43’ Mancosu |

| Arbitro: | Russo (Nola) |

|  |           |                  |
|  | Marcatori | 86’ Floro Flores |

| Arbitro: | Cervellera (Taranto) |

|                      |           |  |
| Éder 75’ Soriano 79’ | Marcatori |  |

| Arbitro: | Orsato (Schio) |

|             |           |  |
| Mounier 27’ | Marcatori |  |

| Arbitro: | Calvarese (Teramo) |

|                                |           |  |
| Blaszczykowski 71’ Kalinic 82’ | Marcatori |  |

| Arbitro: | Gervasoni (Mantova) |

|             |           |                     |
| Mounier 31’ | Marcatori | 61’ Badu 85’ Zapata |

| Arbitro: | Celi (Bari) |

|                                          |           |            |
| Morata 33’ Dybala 53’ (rig.) Khedira 63’ | Marcatori | 5’ Mounier |

| Arbitro: | Fabbri (Ravenna) |

|  |           |             |
|  | Marcatori | 24’ Vazquez |

| Arbitro: | Tagliavento (Terni) |

|             |           |                              |
| Letizia 24’ | Marcatori | 47’ Gastaldello 90+3’ Masina |

| Arbitro: | Banti (Livorno) |

|  |           |            |
|  | Marcatori | 67’ Icardi |

| Arbitro: | Guida (Torre Annunziata) |

|                                        |           |  |
| Giaccherini 52’ Destro 58’ Brienza 85’ | Marcatori |  |

| Arbitro: | Orsato (Schio) |

|  |           |                           |
|  | Marcatori | 5’ Giaccherini 14’ Donsah |

| Arbitro: | Rocchi (Firenze) |

|                              |           |                                    |
| Masina 14’ Destro 87’ (rig.) | Marcatori | 52’ (rig.) Pjanic 72’ (rig.) Džeko |

| Arbitro: | Ghersini (Genova) |

|                         |           |  |
| Belotti 75’ Vives 90+2’ | Marcatori |  |

| Arbitro: | Mazzoleni (Bergamo) |

|                                |           |                  |
| Destro 14’, 60’ Rossettini 21’ | Marcatori | 87’, 90’ Higuaín |

| Arbitro: | Di Bello (Brindisi) |

|  |           |                  |
|  | Marcatori | 90+1’ Rossettini |

| Arbitro: | Mariani (Aprilia) |

|                        |           |                                    |
| Brienza 36’ Destro 45’ | Marcatori | 24’ Pucciarelli 42’, 48’ Maccarone |

| Arbitro: | Massa (Imperia) |

|  |           |                 |
|  | Marcatori | 82’ Giaccherini |

| Arbitro: | Gavillucci (Latina) |

|  |           |          |
|  | Marcatori | 79’ Pepe |

#### Girone di ritorno
| Arbitro: | Di Bello (Brindisi) |

|                           |           |                               |
| Giaccherini 2’ Destro 18’ | Marcatori | 71’ (rig.) Candreva 77’ Lulic |

| Arbitro: | Cervellera (Taranto) |

|  |           |                                |
|  | Marcatori | 68’ Giaccherini 90+4’ Floccari |

| Arbitro: | Fabbri (Ravenna) |

|                                          |           |                       |
| Mounier 13’ Donsah 22’ Destro 88’ (rig.) | Marcatori | 54’ Muriel 80’ Correa |

| Arbitro: | Gervasoni (Mantova) |

|                    |           |  |
| Dionisi 77’ (rig.) | Marcatori |  |

| Arbitro: | Banti (Livorno) |

|                 |           |                  |
| Giaccherini 63’ | Marcatori | 59’ Bernardeschi |

| Arbitro: | Russo (Nola) |

|  |           |            |
|  | Marcatori | 79’ Destro |

| Bologna 19 febbraio 2016, ore 20:45 CET 26ª giornata | Bologna          | 0 – 0 referto | Juventus | Stadio Renato Dall'Ara (29.463 spett.)\| Arbitro: \| Irrati (Pistoia) \| |
| Arbitro:                                             | Irrati (Pistoia) |               |          |                                                                          |

| Palermo 28 febbraio 2016, ore 12:30 CET 27ª giornata | Palermo                   | 0 – 0 referto | Bologna | Stadio Renzo Barbera (15.566 spett.)\| Arbitro: \| Marco Di Bello (Brindisi) \| |
| Arbitro:                                             | Marco Di Bello (Brindisi) |               |         |                                                                                 |

| Bologna 6 marzo 2016, ore 15:00 CET 28ª giornata | Bologna             | 0 – 0 referto | Carpi | Stadio Renato Dall'Ara (16.820 spett.)\| Arbitro: \| Mazzoleni (Bergamo) \| |
| Arbitro:                                         | Mazzoleni (Bergamo) |               |       |                                                                             |

| Arbitro: | Calvarese (Teramo) |

|                            |           |             |
| Perišić 72’ D'Ambrosio 76’ | Marcatori | 90’ Brienza |

| Arbitro: | Giacomelli (Trieste) |

|                          |           |  |
| Gómez 27’ Diamanti 45+1’ | Marcatori |  |

| Arbitro: | Ghersini (Genova) |

|  |           |           |
|  | Marcatori | 42’ Samir |

| Arbitro: | Massa (Imperia) |

|           |           |                |
| Salah 50’ | Marcatori | 25’ Rossettini |

| Arbitro: | Abisso (Palermo) |

|  |           |                      |
|  | Marcatori | 90+3’ (rig.) Belotti |

| Arbitro: | Gervasoni (Mantova) |

|                                                               |           |  |
| Gabbiadini 10’, 35’ (rig.) Mertens 58’, 80’, 88’ D. López 89’ | Marcatori |  |

| Arbitro: | Damato (Barletta) |

|                              |           |  |
| Giaccherini 11’ Floccari 63’ | Marcatori |  |

| Empoli 1º maggio 2016, ore 15:00 CEST 36ª giornata | Empoli          | 0 – 0 referto | Bologna | Stadio Carlo Castellani (9.727 spett.)\| Arbitro: \| Chiffi (Padova) \| |
| Arbitro:                                           | Chiffi (Padova) |               |         |                                                                         |

| Arbitro: | Doveri (Volterra) |

|  |           |                  |
|  | Marcatori | 40’ (rig.) Bacca |

| Verona 15 maggio 2016, ore 18:00 CEST 38ª giornata | Chievo          | 0 – 0 referto | Bologna | Stadio Marcantonio Bentegodi (8.000 spett.)\| Arbitro: \| Ros (Pordenone) \| |
| Arbitro:                                           | Ros (Pordenone) |               |         |                                                                              |

### Coppa Italia

#### Turni preliminari
| Arbitro: | Fabbri (Ravenna) |

|  |           |               |
|  | Marcatori | 37’ Del Sante |

## Statistiche
Statistiche aggiornate al 15 maggio 2016.

### Statistiche di squadra
| Competizione | Punti | In casa | In casa | In casa | In casa | In casa | In casa | In trasferta | In trasferta | In trasferta | In trasferta | In trasferta | In trasferta | Totale | Totale | Totale | Totale | Totale | Totale | DR  |
| Competizione | Punti | G       | V       | N       | P       | Gf      | Gs      | G            | V            | N            | P            | Gf           | Gs           | G      | V      | N      | P      | Gf     | Gs     | DR  |
| ------------ | ----- | ------- | ------- | ------- | ------- | ------- | ------- | ------------ | ------------ | ------------ | ------------ | ------------ | ------------ | ------ | ------ | ------ | ------ | ------ | ------ | --- |
| Serie A      | 42    | 19      | 5       | 5       | 9       | 20      | 21      | 19           | 6            | 4            | 9            | 13           | 24           | 38     | 11     | 9      | 18     | 33     | 45     | -12 |
| Coppa Italia | -     | 1       | 0       | 0       | 1       | 0       | 1       | 0            | 0            | 0            | 0            | 0            | 0            | 1      | 0      | 0      | 1      | 0      | 1      | -1  |
| Totale       | -     | 20      | 5       | 5       | 10      | 20      | 22      | 19           | 6            | 4            | 9            | 13           | 24           | 39     | 11     | 9      | 19     | 33     | 46     | -13 |

### Andamento in campionato
| Giornata  | 1  | 2  | 3  | 4  | 5  | 6  | 7  | 8  | 9  | 10 | 11 | 12 | 13 | 14 | 15 | 16 | 17 | 18 | 19 | 20 | 21 | 22 | 23 | 24 | 25 | 26 | 27 | 28 | 29 | 30 | 31 | 32 | 33 | 34 | 35 | 36 | 37 | 38 |
| --------- | -- | -- | -- | -- | -- | -- | -- | -- | -- | -- | -- | -- | -- | -- | -- | -- | -- | -- | -- | -- | -- | -- | -- | -- | -- | -- | -- | -- | -- | -- | -- | -- | -- | -- | -- | -- | -- | -- |
| Luogo     | T  | C  | T  | C  | T  | C  | T  | C  | T  | C  | C  | T  | C  | T  | C  | T  | C  | T  | C  | C  | T  | C  | T  | C  | T  | C  | T  | C  | T  | T  | C  | T  | C  | T  | C  | T  | C  | T  |
| Risultato | P  | P  | P  | V  | P  | P  | P  | P  | V  | P  | V  | V  | N  | P  | V  | V  | P  | V  | P  | N  | V  | V  | P  | N  | V  | N  | N  | N  | P  | P  | P  | N  | P  | P  | V  | N  | P  | N  |
| Posizione | 13 | 18 | 19 | 17 | 19 | 19 | 20 | 20 | 18 | 18 | 18 | 17 | 17 | 18 | 16 | 13 | 15 | 15 | 15 | 15 | 12 | 10 | 11 | 10 | 10 | 10 | 9  | 9  | 9  | 10 | 11 | 13 | 13 | 15 | 14 | 14 | 14 | 14 |

Fonte:  Serie A – Classifiche, su sport.sky.it, Sky Sport. URL consultato il 17 settembre 2015 (archiviato dall'url originale il 26 agosto 2015).
Legenda:

Luogo: C = Casa; T = Trasferta. Risultato: V = Vittoria; N = Pareggio; P = Sconfitta.

### Statistiche dei giocatori
| Giocatore      | Serie A  | Serie A | Serie A     | Serie A    | Coppa Italia | Coppa Italia | Coppa Italia | Coppa Italia | Totale   | Totale | Totale      | Totale     |
| Giocatore      | Presenze | Reti    | Ammonizioni | Espulsioni | Presenze     | Reti         | Ammonizioni  | Espulsioni   | Presenze | Reti   | Ammonizioni | Espulsioni |
| -------------- | -------- | ------- | ----------- | ---------- | ------------ | ------------ | ------------ | ------------ | -------- | ------ | ----------- | ---------- |
| R. Acquafresca | 6        | -       | -           | -          | 1            | -            | -            | -            | 7        | -      | -           | -          |
| F. Brienza     | 29       | 3       | 1           | -          | 1            | -            | -            | -            | 30       | 3      | 1           | -          |
| M. Brighi      | 25       | -       | 3           | -          | 1            | -            | -            | -            | 26       | -      | 3           | -          |
| L. Ceccarelli  | -        | -       | -           | -          | -            | -            | -            | -            | -        | -      | -           | -          |
| M. Cozzari     | -        | -       | -           | -          | -            | -            | -            | -            | -        | -      | -           | -          |
| M. Crimi       | 1        | -       | -           | -          | -            | -            | -            | -            | 1        | -      | -           | -          |
| L. Crisetig    | 5        | -       | 1           | -          | 1            | -            | -            | -            | 6        | -      | 1           | -          |
| A. Da Costa    | 5        | -4      | 1           | -          | -            | -            | -            | -            | 5        | -4     | 1           | -          |
| M. Destro      | 27       | 8       | 9           | -          | -            | -            | -            | -            | 27       | 8      | 9           | -          |
| A. Diawara     | 34       | -       | 10          | 2          | 1            | -            | 1            | -            | 35       | -      | 11          | 2          |
| G. Donsah      | 20       | 2       | 2           | -          | -            | -            | -            | -            | 20       | 2      | 2           | -          |
| F. Falco       | 9        | -       | 1           | -          | -            | -            | -            | -            | 9        | -      | 1           | -          |
| A. Ferrari     | 21       | 0       | 6           | -          | 1            | -            | -            | 1            | 22       | 0      | 6           | 1          |
| S. Floccari    | 18       | 2       | -           | -          | -            | -            | -            | -            | 18       | 2      | -           | -          |
| D. Gastaldello | 26       | 1       | 7           | 1          | -            | -            | -            | -            | 26       | 1      | 7           | 1          |
| E. Giaccherini | 28       | 7       | 7           | -          | -            | -            | -            | -            | 28       | 7      | 7           | -          |
| E. Krafth      | 4        | -       | -           | -          | -            | -            | -            | -            | 4        | -      | -           | -          |
| M. Krivičić    | -        | -       | -           | -          | -            | -            | -            | -            | -        | -      | -           | -          |
| D. Maietta     | 19       | -       | 4           | -          | -            | -            | -            | -            | 19       | -      | 4           | -          |
| M. Mancosu     | 9        | 1       | -           | -          | 1            | -            | -            | -            | 10       | 1      | -           | -          |
| A. Masina      | 33       | 2       | 8           | 1          | 1            | -            | -            | -            | 34       | 2      | 8           | 1          |
| I. Mbaye       | 15       | -       | 3           | 1          | 1            | -            | -            | -            | 16       | -      | 3           | 1          |
| A. Mirante     | 33       | -41     | 2           | -          | 1            | -1           | -            | -            | 34       | -42    | 2           | -          |
| A. Morleo      | 5        | -       | -           | -          | -            | -            | -            | -            | 5        | -      | -           | -          |
| A. Mounier     | 30       | 4       | 6           | -          | -            | -            | -            | -            | 30       | 4      | 6           | -          |
| M. Oikonomou   | 20       | -       | 5           | 1          | 1            | -            | 1            | -            | 21       | -      | 6           | 1          |
| E. Pulgar      | 13       | -       | 2           | -          | -            | -            | -            | -            | 13       | -      | 2           | -          |
| L. Rizzo       | 23       | -       | 2           | 1          | 1            | -            | -            | -            | 24       | -      | 2           | 1          |
| L. Rossettini  | 29       | 3       | 5           | -          | 1            | -            | -            | -            | 30       | 3      | 5           | -          |
| F. Sarr        | -        | -       | -           | -          | -            | -            | -            | -            | -        | -      | -           | -          |
| V. Silvestro   | -        | -       | -           | -          | -            | -            | -            | -            | -        | -      | -           | -          |
| D. Stojanović  | -        | -       | -           | -          | -            | -            | -            | -            | -        | -      | -           | -          |
| S. Taïder      | 29       | -       | 4           | -          | -            | -            | -            | -            | 29       | -      | 4           | -          |
| F. Zuculini    | 1        | -       | -           | -          | -            | -            | -            | -            | 1        | -      | -           | -          |

## Giovanili

### Organigramma
Area direttiva
- Responsabile: Daniele Corazza
- Segretario settore giovanile: Valerio Chiatti, Tommaso Fini

Area tecnica - Primavera
- Allenatore: Leonardo Colucci
- Collaboratore tecnico: Gianni Migliorini, Francesco Morara
- Preparatore atletico: Raffaele Gagliardo
- Medico sociale: Roberto D'Ovidio
- Fisioterapista: Silvio Rossi
- Preparatore portieri: Vincenzo Benvenuto

Area tecnica - Allievi Nazionali
- Allenatore: Paolo Magnani
- Preparatore portieri: Vincenzo Benvenuto
- Collaboratore tecnico: Francesco Satta
- Preparatore atletico: Mattia Bigi
- Fisioterapista: Luca Govoni

Area tecnica - Allievi Lega Pro
- Allenatore: Danilo Collina
- Collaboratore tecnico: Nicolò Mazzanti
- Fisioterapista: Simone Spelorzi
- Preparatore portieri: Vincenzo Benvenuto

Area tecnica - Giovanissimi Nazionali
- Allenatore: Gianluca Pagliuca
- Collaboratore tecnico: Alberto Olianas

Area tecnica - Giovanissimi Professionisti
- Allenatore: Davide Cioni e Christian Zucchini
- Collaboratore tecnico: Filippo Ceglia
- Preparatore portieri: Oriano Boschin
- Preparatore atletico: Simone Romano

### Piazzamenti
- Primavera:
  - Campionato: Nono nel girone B
  - Coppa Italia: Secondo turno
  - Viareggio: Quarti di finale
- Allievi Nazionali Under 17:
  - Campionato: Quarto nel girone B
- Allievi Lega Pro Under 17:
  - Campionato: Quarto nel girone D
- Under 15:
  - Campionato: Terzo nel girone E
- Giovanissimi Professionisti:
  - Campionato: Vittoria
- Giovanissimi Regionali:
  - Campionato: Quarti nel girone B